# Symbiocladius equitans
Symbiocladius equitans är en tvåvingeart som först beskrevs av Classen 1922.  Symbiocladius equitans ingår i släktet Symbiocladius och familjen fjädermyggor. Inga underarter finns listade i Catalogue of Life.